# Pohulanka (Hoczew)
Pohulanka – część wsi Hoczew w Polsce położona w województwie podkarpackim, w powiecie leskim, w gminie Lesko.